# Benzizoksazol
Benzizoksazol je aromatično organsko jedinjenje sa molekulskom formulom . Benzizoksazol sadrži benzen koji je kondenzovan sa izoksazolom. Benzizoksazol se prvenstveno koristi u industriji i naučnim istraživanjima.
Ovo heterociklično jedinjenje nalazi primenu u kao početni materijal u sintezi većih, obično bioaktivnih struktura. On je komponenta hemijskih struktura lekova kao što su antipsihotik risperidon i antikonvulsant zonisamid.
Njegova aromatičnost ga čini relativno stabilnim heterocikličnim jedinjenjem. On sadrži reaktivana mesta koja omogućavaju funcionalizaciju.